# فیات مفیستوفله
فیات مفیستوفله (Fiat Mefistofele) خودرویی است که در سال‌های ۱۹۰۸توسط گروه فیاتتولید شده‌است.
این خودرو در کلاس اتومبیلرانی قرار گرفته، ‌است. سیستم جعبه‌دندهٔ آن به صورت دستی است.